# Paul Sorvino
Paul Anthony Sorvino, född 13 april 1939 i Brooklyn i New York, död 25 juli 2022 i Jacksonville, Florida, var en amerikansk skådespelare. Han var far till skådespelarna Mira och Michael Sorvino.

## Filmografi (urval)
- 1971 – Panik i Needle Park
- 1978 – Brinks-stöten
- 1981 – Reds
- 1983 – Chiefs (TV-serie)
- 1985 – Turk Was Here!
- 1990 – Dick Tracy
- 1990 – Maffiabröder
- 1991 – Rocketeer
- 1991–1992 – I lagens namn (TV-serie)
- 1995 – Nixon
- 1996 – Love Is All There Is
- 1996 – Romeo & Julia
- 1997 – Money Talks
- 1998 – Houdini – en flört med döden
- 1998 – Bulworth
- 2000 – En andra chans
- 2001 – Spot – En hund på rymmen
- 2003 – The Cooler
- 2008 – Repo! The Genetic Opera
- 2012 – The Devil's Carnival